# 奧蒂斯 (堪薩斯州)
奧蒂斯（英語：Otis）是一個位於美國堪薩斯州拉什縣的城市。

## 地方資料
根據2020年美國人口普查的數據，奧蒂斯的面積為0.81平方千米，當中陸地面積為0.81平方千米，而水域面積為0.00平方千米。當地共有人口296人，而人口密度為每平方千米365.43人。